# Festival Kann Al Loar
Entre 1986 à 2022, le festival Kann al Loar (« Pleine Lune ») est un festival annuel qui se déroule dans la ville de Landerneau (Bretagne) au mois de juillet. Il est principalement consacré à la Bretagne, à la langue bretonne et à la musique bretonne mais cherche surtout à faire une place à la création sous toutes ses formes.

## Histoire

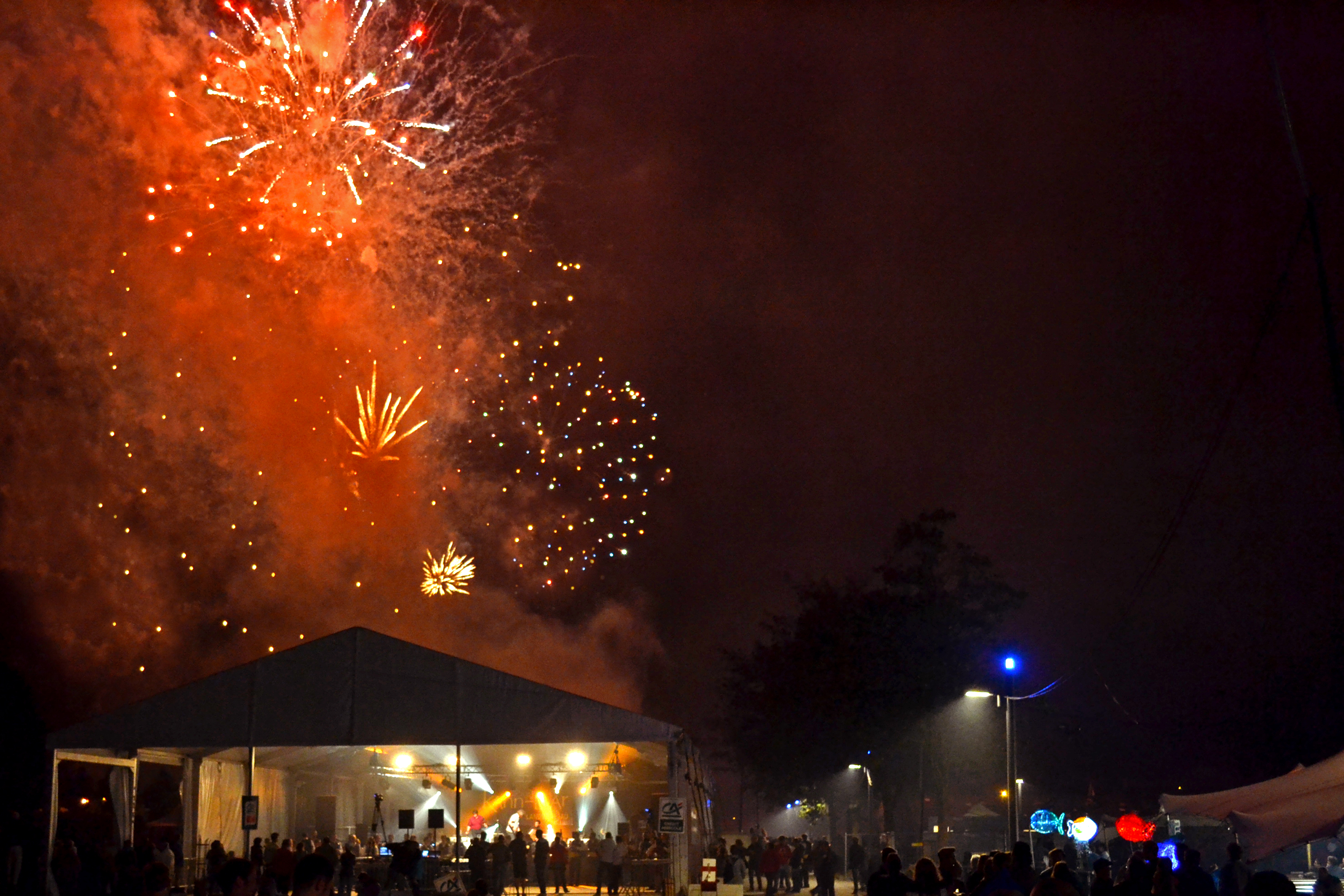
Feu d'artifice en 2015

Le festival est créé en 1986. Situé au cœur de Landerneau, la fête rythme la ville par des concerts d'artistes connus ou de nouveaux talents mais aussi des spectacles, animations de rue, théâtre et cinéma en breton, ateliers pour enfants, ateliers de danse et de musique, apéros du livre... Il offre un large éventail de la culture bretonne et celtique pendant cinq jours ; un défilé animé par plus de 600 sonneurs et danseurs traditionnels, festoù-noz, nourriture (repas à la Taverne)... Divers concours de musique, de chants, de danse sont organisés.
La fête du port est une fête maritime durant le festival qui permet entre autres de déguster un repas marin dans une ambiance musicale festive et rythmée d'animations.  En 2003, pour la première fois, un pays qui comme la Bretagne a une langue est invité d'honneur ; le Québec. Carlos Nuñez se produit avec des invités, dont le bagad Bro Landerne.
Pour sa 20e édition en 2006, il propose une affiche très variée mais rencontre des conditions climatiques défavorables qui conduisent à l'annulation de plusieurs spectacles. Il est sauvé du dépôt de bilan par la mairie qui lui accorde un prêt de 50 000 €. En 2007, Johnny Clegg, I Muvrini, Celtic Legends et Gwennyn sont à l'affiche.
Dès 2009 le festival rejoint le Collectif des festivals en signant la Charte des festivals engagés pour le développement durable et solidaire en Bretagne.
Le final du festival 2018 est contrarié par la finale de la Coupe du monde de football et une petite tornade qui endommage les installations. 
En 2020, le festival qui devait se tenir sur trois jours est reporté en raison de la pandémie de Covid-19.
En 2023, l'association annonce devoir mettre fin au festival, en raison d'importantes difficultés financières.

## Programmation

### Édition 2022
- Vendredi 8 : Youn Kamm "TREi[Z]H BRASS", Fourth Moon & Ainsley Hamill, Bon Débarras, Garlonn
- Samedi 9 : Startijenn, Beat Bouet Trio, Mbraia, Gloaguen / Le Hénaff, Irvoas / Moign, Llym, Bagad Brieg "Le Roi"
- Dimanche 10 : Les Hurlements d'Léo, Arzan, Jahiner

### Édition 2021
- Vendredi 9 : Thomas Fersen, Fleuves, Castor & Pollux, Compagnie Choukibenn (spectacle enfants)
- Samedi 10 : Sonerien Du, Green Lads, Castor & Pollux, Tekmao, cercles et bagadoù (Strolleon - collectif des cercles celtiques du Léon, Kevrenn Brest Sant-Mark, Eskell an Elorn et Bagad Bro Landerne), KAL Enfants et spectacle
- Dimanche 11 : Denez Prigent, Kaolila, EBEN, Méchants violons, cercles et bagadoù (Bleunioù Sivi, Bagad Bro Kemperle, Eskell an Elorn et Bagad Bro Landerne)

### Édition 2019
- Mercredi : Youenn Gwernig de Ar Vro Bagan
- Jeudi : Meskaj, The Celtic Social Club
- Vendredi : « Not just married » de Slàn Irish Dance, Talec Noguet Quartet, Ampouailh, O’Tridal, Jahiner, Orkestrà lala, Trio an Teir et Danigo / Le Gall
- Samedi : diverses activités en lien avec le thème de la mer et concerts de Libenter, Taillevent, Groove Boys, Brick a Drac et Barzhig
- Dimanche : bagadoù et cercles celtiques avec concours et défilés, championnat de Bretagne des chorales, Kreiz Breizh Akademi#7, fest-deiz et fest-noz (Lafayette, Dixit, Boz, Kastarell)[8]

### Édition 2015

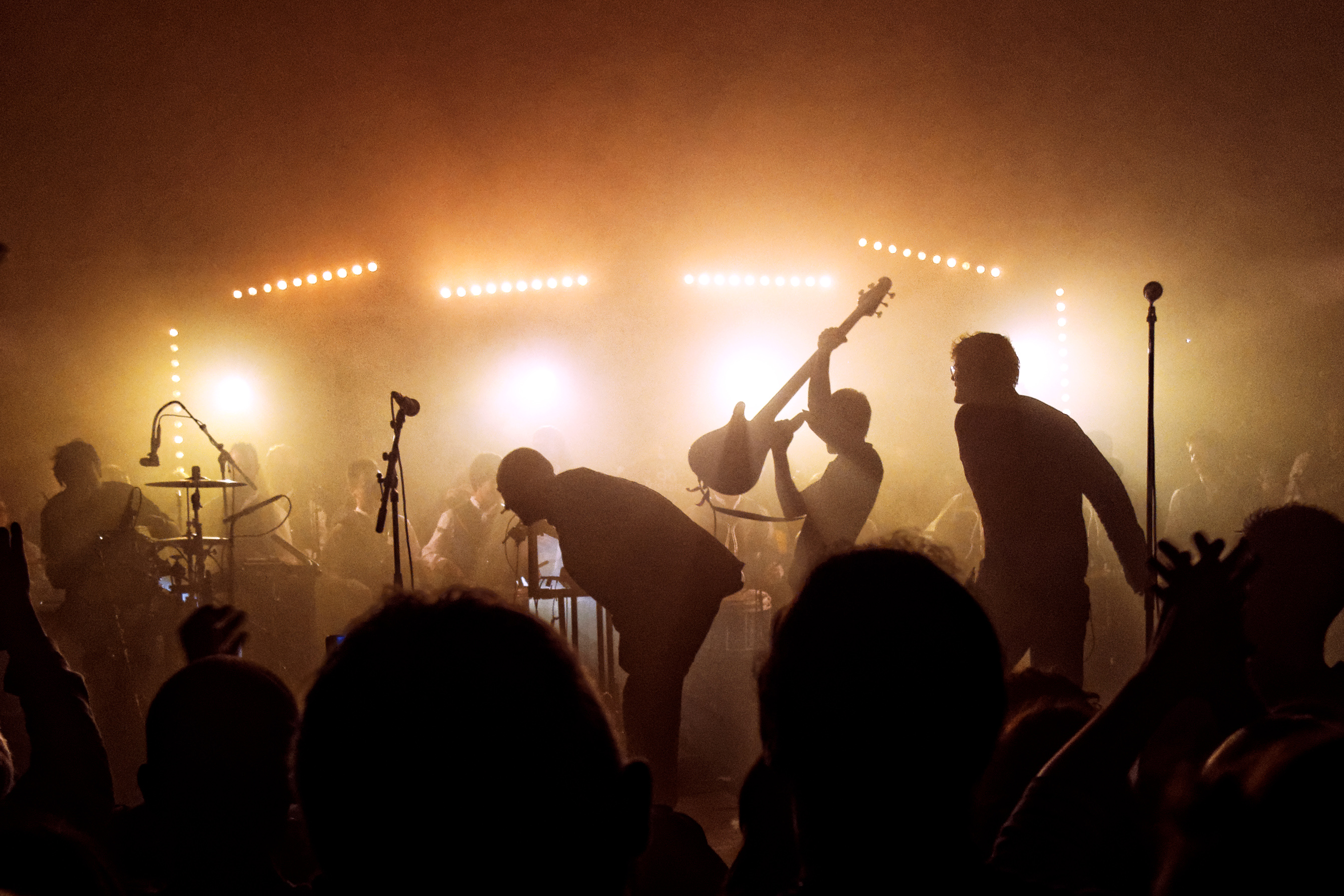
Merzhin et le Bagad Bro Landerne

Merzhin et le Bagad Bro Landerne, Jean-Luc Roudaut, Breizharock, Les Marins d'Iroise, Men Gleuz, 'ndiaz

### Édition 2014
Mamar Kassey et Skaramaka, Ysa Trio, Ciaic Boum, le Duo Menguy-Pennec, Maestral Quartet, Faltazian, Romual Hervé, Duo Sunstep, Pipe-Band, Bagad Bro Landerne, Gérard Delahaye, les danseurs gallois, Eskell an Elorn, Cécile Corbel, Ismael Ledesma...

Logo 2014

### Édition 2013

Logo de l'affiche 2013

Le festival, qui se déroule du 10 au 14 juillet, s'articule autour du thème de la voix.
- Mercredi : "Nirmaan" Création Dièse 3/Parveen Khan/Gee-M, « Off » dans les bars
- Jeudi : [Zõn], Tortad, "Frankiz, les Bretons…" (Ar Vro Bagan), Kornog Paria Pipe Band, Duo Tamm pe Damm, Kabiten Brezhoneg, "BoumBreizh", Rhapsoldya
- Vendredi : VoKal’Noz, "Lieskan" Kreiz Breizh Akademi #4, Kalakan (Pays Basque), Savaty Orkestar, Manglo, MacroKozhNe’, Fest-noz (Ebrel/Flatrès, Amañ)
- Samedi : Fête du Port (Bagad Bro Landerne, Eskell an Elorn, Kabiten Brezhoneg, Marins des Abers, Trei Armugnac), Youhadenn, Outside Duo, Faltaziañ, Fest-noz (Suignard/Lintanf, Le Bour/Bodros)
- Dimanche : Festival du Léon, Gilles Servat, Isulatine (Corse), Raggalendo, Spectacle "Egile" (Korriged Is), Championnat de Bretagne de chorales, Triomphe des sonneurs », « Fest-noz des frères et sœurs »

### Édition 2012
Le festival est centralisé et la durée réduite à quatre jours et demi, du 12 au 15 juillet. La programmation cherche à se moderniser et être plus éclectique tout en conservant ses rendez-vous traditionnels (fête du port, festival du Léon).
- Jeudi : Yvan Le Bolloc’h, Marcel et son Orchestre
- Vendredi : Goran Bregovic, Régis Huiban Quartet
- Samedi : I Muvrini, Allah’s Kanan
- Dimanche : Bagad de Lann-Bihoué, Susana Seivane

### Édition 2011
La 25e édition a eu lieu du 9 au 14 juillet.
- Samedi : Susana Seivane (annulé), Lleuwen Steffan, Skaramaka, Faltaziañ (concours danse bretonne, invités Sorcières !, Eostiged ar Stangala, cercle de Kerfeunteun-Kemper), défilé, spectacle des cercles enfants et bagadig, concours de sonneurs et batteurs
- Dimanche : festival du Léon, grand défilé (plus de 500 sonneurs et danseurs), spectacle Abadenn Bro Leon (bagadoù et cercles celtiques), triomphe des sonneurs, élection de la reine du Léon, IMG, fest-noz des frères et sœurs (An Diaoulezed, Frères Mahevas, Sœurs Derriennic, Frères Bardoul)
- Lundi : Banda Latira, Kornog Paria pipe band, Bivoac, "Alanig Al Louarn" par Mat ar Jeu, Yannick Noguet/Rozenn Talec
- Mardi : La Bottine souriante, Nolwenn Korbell, Amzelam, Les Allumés du Chalumeau (François Robin et Ronan Le Gourierec), Banda Latira, Esquisse
- Mercredi : The Dubliners, Ozan Trio, Fulupik, Ysa Quartet, Bagadig Bro Landerne, Joli P’tit Bourg, bal (Arbadétorne, Ar c’Hwilezed, La petite bottine)
- Jeudi : Fête du port, Les Pirates, Jarraw Ceili Band, championnat de Bretagne de Chorales, Fest-deiz (Yod, Bodenez/Hamon, Trio Keffiou), concours Dañs Keff, Fest-noz (Le Bour/Bodros et Landat/Moisson)

### Édition 2010
Il s'est déroulée du 9 au 14 juillet 2010.
- Vendredi : Les Goristes, Jean-Luc Roudaut, Eien, Diatonik Penn Ar Bed, Maneg Tort, Bagadig Bro Landerne, spectacles des enfants,
- Samedi : Gilles Servat et Albert Poulain, Beilhadeg, Geraint Lovgreen a'r Enw Dac, concours de sonneurs et de batteurs, Duo Hamon Martin, élection de la Reine du Léon, Lander'noz, Quand les lutins sonnent la danse...
- Dimanche : festival du Léon (défilé, concours de peinture Couleurs de Bretagne, spectacles des cercles et bagadoù, prix de la création Faltaziañ, triomphe des sonneurs), Côr Dre, Les Trompettes du Mozambique, Fest-Noz des frères et sœurs (Hervieux, Postic, Couriaut, Udo)
- Lundi : Alan Stivell et invités (Chorale du Bout du Monde...), Ar Vro Bagan, Lleuwen Steffan, Niamh Ni Charra, Scone, 5 à 7 (Banda de Gaitas "Moxenas"), Marc'h Al Lorc'h (cinéma breton),  spectacles des enfants
- Mardi : Cabestan, Blue Bayou, Green Pigs, Pain D'Mais, Niamh Ni Charra, Fête du Port (Fest-Noz de Winaj’h, Dièse 3 et Bodérioù-Salaun, flottille de vieux gréements, village marin), 5 à 7 (Kornog Paria Pipe Band), Banda de Gaitas Moxenas
- Mercredi : Autour de la guitare celtique (Jean-Félix Lalanne, Dan Ar Braz, Soïg Sibéril, Gilles Le Bigot, Gildas Arzel), Egin, Gimol Dru Band, Niamh Ni Charra, 5 à 7 (Bigerniel Kozh Philantropic Orchestra), concours de Dañs Keff, Fest-Deiz (Frères Morvan, Trio Keffioù, Hastafo et Astulfoni-Toscer), championnat de Bretagne des chorales

### Édition 2009
Elle est dédiée à l'Irlande.

Nouveau logo en 2009

- Jeudi : création Didier Squiban, Maneg Tort, 5 à 7 (Bagadig Bro Landerne), ateliers enfants Ar vro bagan "lizig"
- Vendredi : soirée irlandaise (Fullset, Lunasa, Tim O'Neill, Ker O'Zen), Melaine Favennec, Banda Los Amigos, Irish Stew, concours sonneurs et batteurs
- Samedi : Fête du port, La Talvera, Fullset, Les souillés de fond de cale, Fest Noz (Winaj'h, Trebaol/Le Gall, Ifig & Nanda Troadec), Stage Dañs Keff, Quand les lutins sonnent la danse, concours Dañs Keff & Kontadennoù, élection Reine du Léon
- Dimanche : Festival du Léon, Couleurs de Bretagne, défilé, Faltazian, création "Port à port" (Cercle de Guérande et Bagad St Nazaire) Fest Noz des frères et sœurs (Frères Guichen, S & C Rivoalen, Frères Blejean)
- Lundi : création Denez Prigent, Davy Spillane, Breizh Pride, Mentrel, Fest Noz (Pevar Den, Baud/Bordas, Hastafo), bal et feu d'artifice
- Mardi : championnat de chorales, Mouezh paotred Breizhà, 2EURNOZ, Ramoneurs de Menhirs, Krennijenn, Jan-Maï ha Brendan, A bout de souffle, pièce stage "48 eurvezh chouk"

## Fréquentation du festival
En 2019, selon les premiers chiffres du quotidien Le Télégramme, 3 spectacles différents ont attiré 1 140 personnes au total.